# کلیسای مهلذان
کلیسای مهلذان مربوط به دوره صفوی است و در ۱۵ کیلومتری شمال خوی، در روستای مهلذان واقع شده و این اثر در تاریخ ۲ شهریور ۱۳۷۸ با شمارهٔ ثبت ۲۳۸۹ به‌عنوان یکی از آثار ملی ایران به ثبت رسیده‌است.
تاريخ بناى کليسا نامعلوم است، اما با توجه به فرم ساختمان و شيوهٔ معمارى، به نظر مى‌رسد که قدمت آن به دورهٔ مغول يا صفويه برسد. 
نخستين بار پروفسور ' ولفرام كلايس' آلماني از اين كليسا ديدن كرد و آن را با نام مخلذان يا مهلذان معرفي و ضمن ارايه اطلاعاتي از آن، نقشه به نسبت دقيقي به همراه چند تصوير از آن را منتشر كرده است. 

## نام‌های دیگر
این کلیسا به نام‌های کلیسای صلیب مقدس و کلیسای سورپ خاچ نیز شناخته می‌شود.

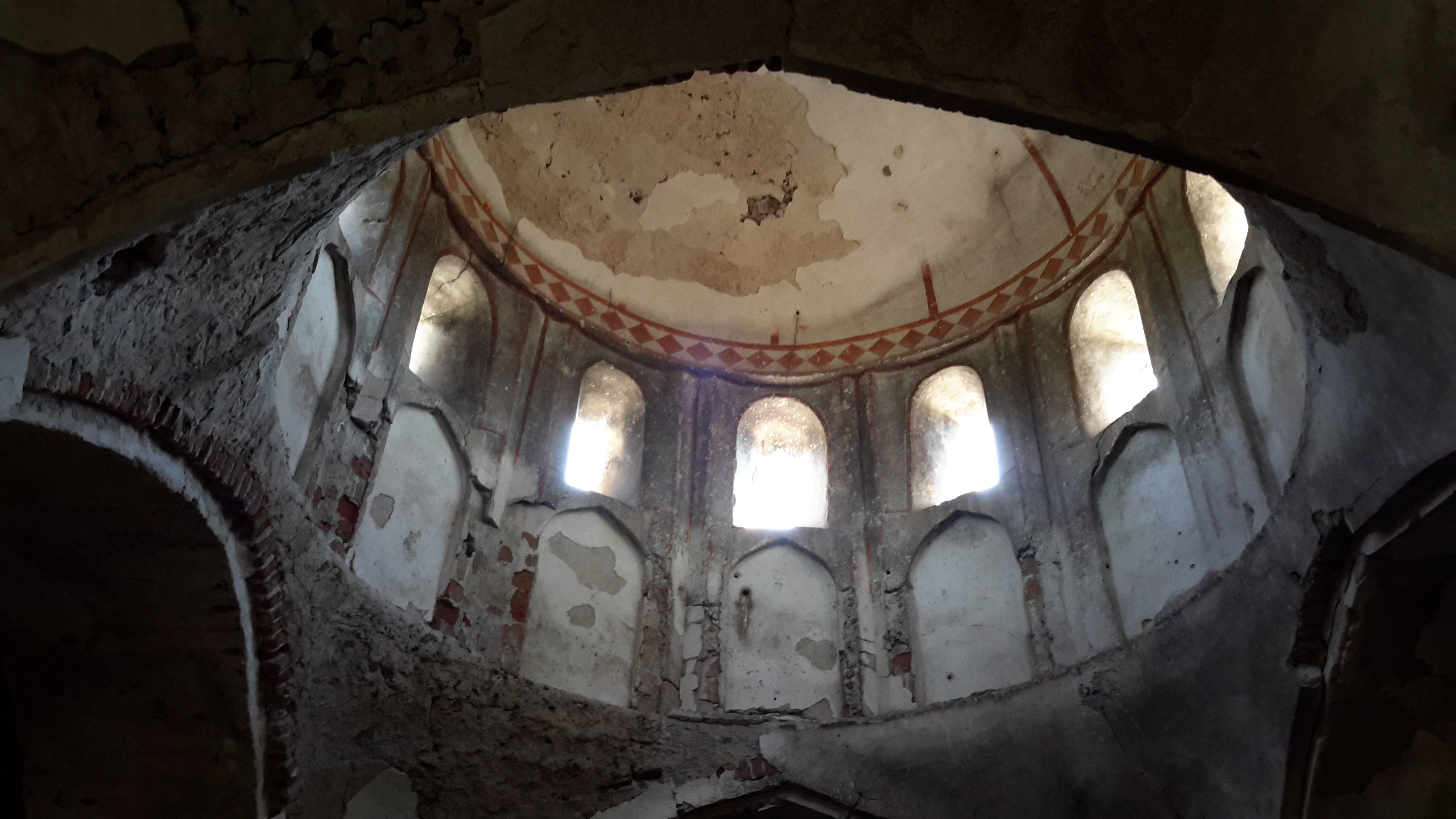
نمایی از زیر گنبد

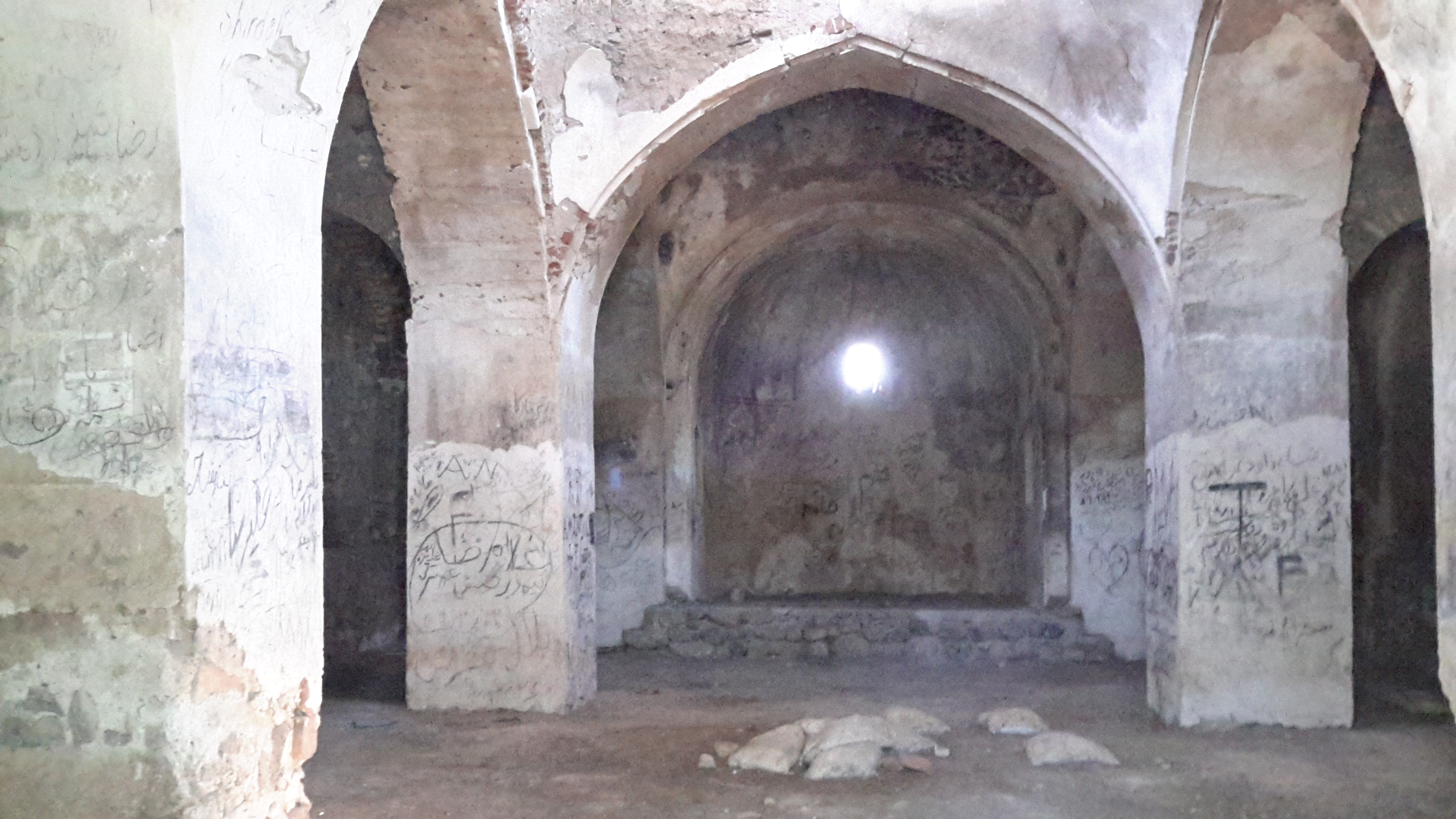
نمایی از درون کلیسا